# The Brazen Beauty
The Brazen Beauty é um filme de comédia norte-americano de 1918, dirigido por Tod Browning. O filme é considerado perdido.

## Elenco
- Priscilla Dean - Jacala Auehli
- Gertrude Astor - Mrs. Augusta Van Ruysdael
- Thurston Hall - Kenneth Hyde
- Katherine Griffith - Aunt Ellen
- Alice Wilson - Kate Dewey
- Leo White - Tony Dewey
- Hans Unterkircher - Bruce Edwards (como Thornton Church)
- Rex De Rosselli
- Edith Roberts - papel indeterminado